# Lord-lieutenant du comté de Londonderry
Ceci est une liste de personnes qui ont servi comme lord-lieutenant du comté de Londonderry. L'office a été créé par le 23 août 1831.

## Comté de Londonderry
- 1er baron Garvagh: 7 octobre 1831 – 20 août 1840
- Sir Robert Ferguson, 2e baronnet: 1840 – 13 mars 1860
- Acheson Lyle: 10 avril 1860 – 22 avril 1870
- Robert Peel Dawson: 25 juin 1870 – 2 septembre 1877
- Sir Henry Bruce, 3e baronnet: 1877 – 8 décembre 1907
- John Cooke: 24 janvier 1908 – décembre 1910
- David Cleghorn Hogg: 7 janvier 1911 – 22 août 1914
- James Jackson Clark: 31 mars 1915 – 1926
- Maurice Marcus McCausland: 30 octobre 1926 – 14 janvier 1938
- Sir Charles Stronge, 7e baronnet: 28 juin 1938 – 5 décembre 1939
- William Lowry Lenox-Conyngham: 2 février 1940 – 5 juin 1957
- Sir Dudley McCorkell: 10 octobre 1957 – 30 mai 1960
- Sir Henry Mulholland, 1er baronnet: 17 octobre 1960 – 1965
- John C. Drennan: 1965 - 1974
- Colonel Sir Michael McCorkell: 13 juin 1975 – 2000
- Denis Desmond: 14 juin 2000 – présent